# Objektivismus

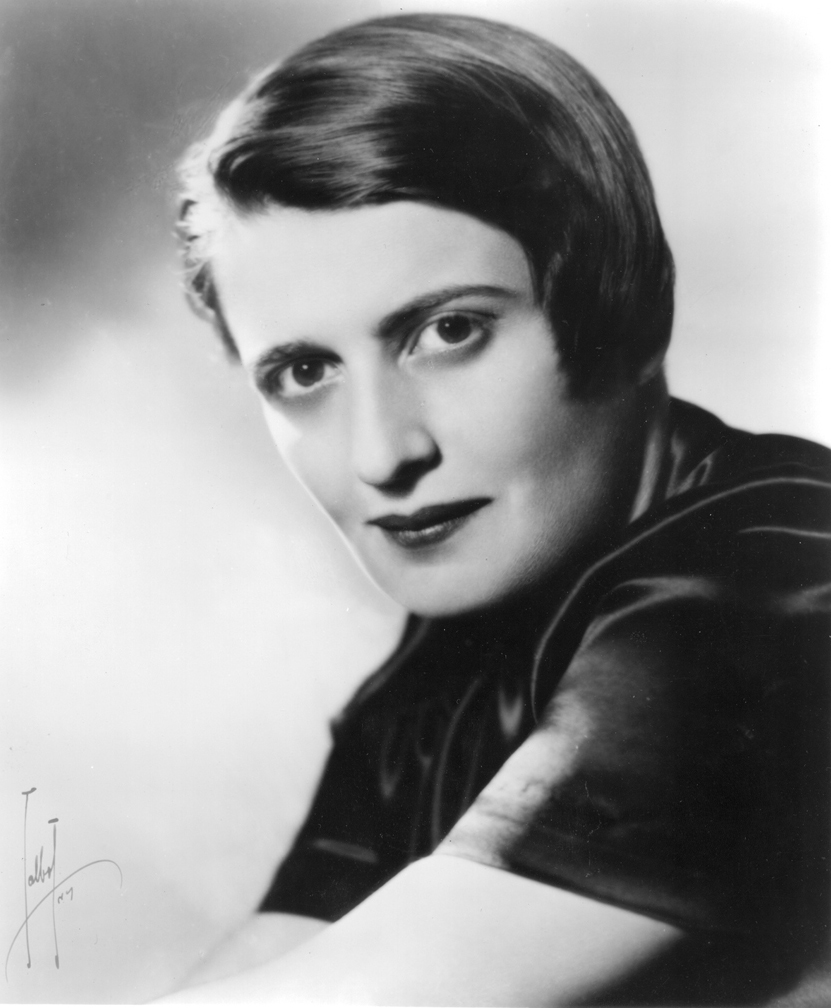
Portrét významné představitelky objektivismu ve filozofii, americké filozofky a spisovatelky Ayn Rand(ové) z roku 1943, který byl použit na obálce prvního vydání jejího románu The Fountainhead.

Objektivismus ve svém původním významu je označení pro směr v etice, který hlásá, že realita existuje nezávisle na lidském vědomí. Podle stoupenců tohoto směru má smysl se ptát po objektivní pravdivosti etických soudů (např. „krást se nemá“). Opačné názory (subjektivistické) předpokládají, že nemá smysl se ptát po pravdivosti etických soudů, nebo že je jejich pravdivost svázána s psychikou hodnotícího, tedy je subjektivní. Mezi stoupence tohoto směru patřil např. Aristoteles.
Nověji je objektivismus filosofií americké filosofky a spisovatelky Ayn Rand (1905–1982), která tuto filosofii charakterizovala jako „filosofii pro život na zemi“. Objektivismus je integrovaným systémem definujícím abstraktní principy, jimiž by se měl člověk řídit ve svém myšlení a jednání, má-li žít životem hodným člověka – tzn. pojmové bytosti. Ayn Rand nejprve objektivismus představila v podobě hrdinů svých románů The Fountainhead (česky vyšlo Zdroj, r. 2000) a Atlas Shrugged (česky Atlasova vzpoura, r. 2014), poté ji detailněji rozpracovala ve svých spisech a přednáškách o objektivismu.
Současný stav světa je odrazem vlivu převládajících idejí: idejí mysticismu, sebeobětování a kolektivismu. Tyto myšlenkové proudy jsou v rozporu se svobodným lidským životem, řídícím se rozumem a ne domněnkami či fanatickou vírou v nadpřirozeno. Ayn Rand tvrdí, že „do tohoto stavu přivedla lidstvo filozofie - a jen filozofie je může vyvést ven".

## Filosofický systém
Objektivistický filosofický systém lze shrnout do několika základních principů:

### Realita
Svět (realita) existuje nezávisle na člověku, na jeho vědomí. Vědomí svět vnímá, nikoli vytváří. Nezávisle na našich přáních, idejích či emocích existují přirozené zákony, zákony příčiny a následku. Nic není bez příčiny, žádná příčina není bez následku. Aby člověk přírodu ovládl, musí se jí přizpůsobit. Přirozený svět zahrnuje vše, co existuje, proto nemůže existovat žádný „nadpřirozený“ svět.

### Poznání
Rozum je jediným nástrojem člověka k poznání reality a člověk je schopen ji poznávat na základě nezbytně platného smyslového poznání. Rozum integruje smyslově vnímaná data do pojmů, na jejichž základě člověk jedná. Víra není nástrojem poznání, je naopak únikem od poznávací odpovědnosti, není osvícením člověka, je jeho oslepením. Ani pocity (emoce) nejsou argumenty, jsou druhotné, vyplývají z myšlenek (správných či nesprávných), které člověk přijal.

### Člověk
Člověk je reálnou autonomní bytostí, jednotou těla a vědomí. Je strůjcem svého charakteru a osudu. Má volní schopnost a je plně odpovědný za svůj život a důsledky svého jednání. Ani ve svém myšlení, ani ve svém jednání není bezmocnou loutkou neznámých vnějších sil, společenského prostředí, historických trendů či nevysvětlitelných vnitřních pudů.

### Morálka
Jediným platným soudcem hodnot, které si člověk volí, je rozum. Nejvyšší hodnotou a měřítkem správnosti všech hodnot je život člověka jako člověka. Člověk nežije jako člověk, pokud se rozhodne nepoužívat svůj rozum nebo pokud nemá možnost závěry svého rozumu prakticky uplatňovat. Existuje jen jeden systém správných morálních hodnot, stejný pro každého člověka, protože morálními hodnotami jsou nejobecnější hodnoty, které jsou objektivně diktovány přirozeností světa a člověka, nikoli konkrétními podmínkami jeho života ani subjektivními a arbitrárními rozmary lidského vědomí bez ohledu na realitu. Člověk je sám sobě nejvyšším cílem a hodnotou, není nástrojem k cílům ostatních. Neobětuje se ostatním, ani nežije z obětování ostatních sobě. Žije z hodnot získaných vlastní prací nebo dobrovolnou směnou. Dosahování vlastního štěstí je nejvyšším morálním cílem člověka.

### Politika
Život člověka ve společnosti vyžaduje takové uspořádání, které mu umožňuje uplatňovat závěry svého rozumu, řídit se racionální morálkou. Stát je kolektivním nástrojem jednotlivců k sebeobrannému a objektivnímu použití síly proti iniciaci násilí. Funkcí státu není zabránit člověku, aby se choval iracionálně, nýbrž zastavit (resp. trestat) jen takový typ iracionálního chování, které znemožňuje ostatním chovat se racionálně a sledovat svůj život. Jediným typem iracionálního chování, které znemožňuje ostatním prakticky uplatnit závěry svého rozumu (tj. chovat se racionálně), je iniciace fyzické síly vůči člověku. Politickým systémem, který principiálně chrání člověka proti iniciaci násilí, je kapitalismus, v němž jedinou funkcí státu je prosazení a ochrana individuálních práv člověka. Pouze politický systém chránící svobodu a majetek člověka umožňuje, aby člověk mohl žít jako člověk. Funkce státu tedy tkví v zajištění vnitřní a vnější bezpečnosti, justice a zahraniční politiky. Právo na život, majetek a svobodu je neslučitelné s jakýmkoli odstínem „sociálního státu“ či „smíšené“, státem regulované ekonomiky. Kapitalismus není jen praktickým nástrojem k dosažení blahobytu člověka. Je jediným morálním společenským uspořádáním. Není dobrem jen pro zdravé, sebevědomé, racionální či bohaté lidi, je dobrem pro každého člověka, protože je odvozen z podstaty člověka jako volné bytosti se schopností rozumu. Každému otevírá možnost pro realizaci svého potenciálu, umožňuje člověku žít jako člověk.